# أوتو باوم (نحات)
أوتو باوم (بالألمانية: Otto Baum) (و. 1900 – 1977 م) هو نحات، وأستاذ جامعي ألماني، ولد في ليونبرغ، توفي في إسلينغن آم نيكار، عن عمر يناهز 77 عاماً.